# Bleikogel
Der Bleikogel bildet mit seinen 2411 m ü. A. den zweithöchsten Gipfel im Tennengebirge in den nördlichen Kalkalpen. Sein lang gestreckter Felsgrat ragt im östlichen Teil des Gebirges auf und bricht nach allen Seiten mit Schrofenhängen und kleinen Felswänden ab. Beachtlich ist der große Höhenunterschied zwischen Gipfel und Tal der Lammer, welcher über 1.700 Meter beträgt. Das Panorama vom Bleikogel ist umfassend und bietet einen Ausblick nach Osten zum Dachsteingebirge.

## Routen
Der Bleikogel kann im Sommer im Sinne einer Plateauüberschreitung oder im Winter im Zuge einer Skitour bestiegen werden. Eine Tour allein auf den Bleikogel wird aufgrund seiner Abgeschiedenheit selten unternommen. Überhaupt wird der Gipfel nicht besonders häufig besucht, an schönen Sommertagen steigen vielleicht ein halbes Dutzend Bergsteiger hinauf. Grund ist nicht die Schwierigkeit, sondern die beachtliche Länge der Aufstiege. Dennoch sind Trittsicherheit, Schwindelfreiheit, gute Kondition und alpine Erfahrung im Tennengebirge generell notwendig. Unerwartete Gefahren, etwa Verirren bei Nebel oder plötzliches Unwetter machen Touren zu einem gefürchteten Unterfangen. Die wenigen Routen am Bleikogel sind:
- Von Abtenau, Gehzeit: 7 Stunden, Höhenunterschied: 1700 m

Diese Route durchquert verschiedene Vegetationsstufen und führt schließlich auf das Dach des Tennengebirges mit der Schwierigkeitsstufe I nach UIAA.
- Von der Wengerau, Gehzeit: 6 Stunden, Höhenunterschied: 1600 m

Die vergleichbare Alternative führt von Werfenweng zum Bleikogel, sie ist nur unwesentlich kürzer und weist etliche anstrengende Gegensteigungen auf.

## Skitouren
Der Bleikogel bietet auch die Möglichkeit von Skitouren in diesem Teil des Tennengebirges. In der Regel sind die oben beschriebenen Routen auch dann möglich, vorausgesetzt ist eine ausreichende Schneelage in den niedrigen Lagen. Die Laufener Hütte bietet ebenso wie die Söldenhütte einen Winterraum für Skitourengeher. Am bekanntesten ist der Bleikogel für seine 1.700-Höhenmeter-Abfahrt über die Nordseite bis Unterberg (nähe Abtenau), die Trickl-Abfahrt.